# Зарифов, Ходи Тиллаевич
 Ходи Тиллаевич Зарифов  (20 марта 1900 года, Ташкент — 13 января 1972 года, Ташкент) — узбекский советский литературовед и фольклорист. Доктор филологических наук. Заслуженный деятель науки Узб ССР.

## Биография
Родился 20 марта 1900 года в Ташкенте.
Заслуженный деятель науки Узб ССР (1967), доктор филологических наук (1965), профессор. (1967).
Учился в мактабе — традиционной школе и новометодной школе. Закончил учительный Институт в Баку (1923—1926). Работал в системе просвещения и культуры Узбекской ССР. Возглавлял отдел этнографии Институте культурного строительства (1931—1934), также работал в Институте языка и литературы Академии наук Республики Узбекистан образованного в 1934 г. на базе филологического отдела Научно-исследовательского института культурного строительства (1931—1933 гг.). В 1939 г. он был реорганизован в качестве Института языка, литературы и истории. В 1944—1948 гг был его директором, заведующим (1956—1965; 1960—1972), заместителем директора (1955—1962). Первый директор Литературного музея А.Навои.
Занимался собиранием и публикацией фольклора, уделяя особое внимание эпосу. Систематизировал собранный им материал по узбекскому фольклору. Совместно с В. М. Жирмунским написал книгу «Узбекский народный героический эпос» (1947), посвященную истории развития эпического творчества узбекского народа.
Труд В. М. Жирмунского и Х. Т. Зарифа «Узбекский народный героический эпос» явился фундаментальным, основополагающим для узбекской фольклористики. Ученым удалось установить наличие в Булунгуре, Кургане, Хорезме, Шерабаде и других районах и поселениях Узбекистана существование своеобразных школ сказителей.
Лауреат Государственной премии имени Абу Рейхана аль-Бируни (1973).
Скончался в 1972 году в Ташкенте.